# Gemeiner Faulholzrüssler
Der Gemeine Faulholzrüssler (Cossonus linearis) ist ein Käfer aus der Familie der Rüsselkäfer. Er trägt auch die deutschen Namen Schlanker Faulholzrüssler; Flacher Schaufelrüssler oder Schlanker Rindenrüssler.
Der Käfer ist in Deutschland nicht geschützt, steht aber in Schleswig-Holstein als potentiell gefährdet auf der Vorwarnliste.

## Bemerkungen zum Namen
Die Art wurde 1775 von Fabricius unter dem Namen Curculio linearis erstmals  beschrieben. Die Beschreibung enthält die  Charakterisierung: Elytra striata (lat. Flügeldecken gestreift). So erklärt sich der Artname linearis (lat. mit Linien versehen). Später wurde die Gattung Curculio mehrfach aufgespalten und der Faulholzrüssler wurde in die Gattung Cossonus gesetzt. Der Gattungsname Cossonus ist von altgr. κόσσος kóssos für Holzwurm abgeleitet. Er drückt aus, dass der Käfer unter Holzrinde zu finden ist. Die Endungen -rüssler der deutschen Namen weisen auf die ursprüngliche Zugehörigkeit zu Curculio hin. Die übrigen Namensteile der deutschen Namen drücken aus, dass der Käfer unter der Rinde von faulendem Holz gefunden wird, dass der Käfer flach und sein Rüssel abgeplattet ist. Wie das im Namen enthaltene Wort „gemein“ zeigt, ist der vier bis sechs Millimeter lange Käfer zumindest stellenweise häufig.
Die Gattung Cossonus ist nur mit drei Arten vertreten, die alle auch in Europa vorkommen und die zwei verschiedenen Untergattungen zugeteilt werden. Eine vierte Art wird heute der Gattung Brachytemnus zugeordnet.

## Beschreibung des Käfers
Der Körper ist gestreckt und sehr flach (Abb. 2). Er ist unbehaart und dunkel glänzend. Die Flügeldecken sind dunkelbraun, Fühler und Beine sind rostrot.
Der schmale Kopf ist in einen Rüssel verlängert. Die ovalen Augen sitzen an der Basis des Rüssels und sind nicht seitlich vorgewölbt.
Der Rüssel wird auch in der Ruhe nach vorn gestreckt und kann nicht in eine Rille der Vorderbrust eingelegt werden. Er ist vor der Einlenkungsstelle der Fühler schaufelartig erweitert. Der schmale basale Teil des Rüssels ist etwas länger als der erweiterte Teil an der Spitze. Die Form des Rüssels unterscheidet sich bei Männchen und Weibchen nicht wesentlich.
Die Fühler sind hinter der Erweiterung des Rüssels eingelenkt. Die Fühlergruben sind von oben nicht einsehbar. Sie verlaufen seitlich des Rüssels schräg nach hinten und unten. Sie sind kurz und enden weit vor den Augen (Abb. 1). Das erste Fühlerglied bildet einen die Augen nicht erreichenden Schaft, die folgenden sieben Geißelglieder sind nach vorn abgeknickt und schnurförmig. Die ersten zwei Glieder der Geißel sind länglich, die folgenden kurz, breiter als lang und dicht aneinandergedrängt. Die Endglieder bilden eine eiförmige Keule. Die Keulenglieder sind dabei nur durch feine Nähte voneinander getrennt (schwach geringelt), so dass in alten Beschreibungen die Keule als nur ein Fühlerglied (das neunte) gezählt wurde.
Der Halsschild ist von oben betrachtet annähernd rechteckig und vorn auf die Breite des Kopfes eingeschnürt. Alle vier Ecken sind abgerundet. Die Scheibe des Halsschilds ist fein punktiert, die Seiten kräftig. Die Punkte liegen jedoch zerstreut. Beiderseits des schwachen und nur basal ausgebildeten kurzen Mittelkiels ist die Punktierung besonders kräftig und dicht.
Die Flügeldecken sind nur wenig breiter als der Halsschild und oben stark abgeflacht. Sie sind braun und bedecken den Hinterleib vollständig. Sie haben eine Schulterbeule, die Seiten verlaufen parallel und hinten sind sie gemeinsam halbkreisförmig verrundet. Sie weisen markante Punktstreifen auf. Die Zwischenräume zwischen den Punktstreifen sind nicht breiter als die Punktstreifen selbst. Das Schildchen ist deutlich sichtbar.
Die zwei ersten Hinterleibsringe sind miteinander verwachsen, der dritte und vierte Hinterleibsring ist sehr kurz (Abb. 4).
Die Vorderhüften sind bei etwa zwei Drittel des Hüftdurchmessers voneinander getrennt (Abb. 4), bei den beiden anderen mitteleuropäischen Arten der Gattung ist der Abstand der Vorderhüften kleiner.
Alle Schienen sind außen distal in einen kräftigen, nach innen gebogenen Sporn ausgezogen. Die viergliedrigen Tarsen sind kurz und schmal, das Klauenglied nur wenig kürzer als die restlichen Glieder zusammen. Die Klauen sind an der Basis nicht verwachsen (frei).

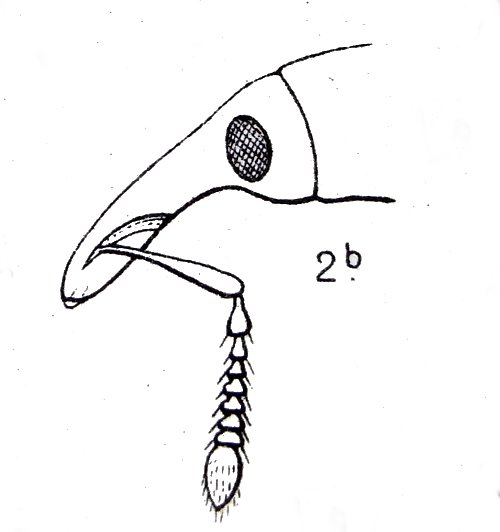
Abb. 1: Seitenansicht Kopf,
Fühlergrube, aus Reitter

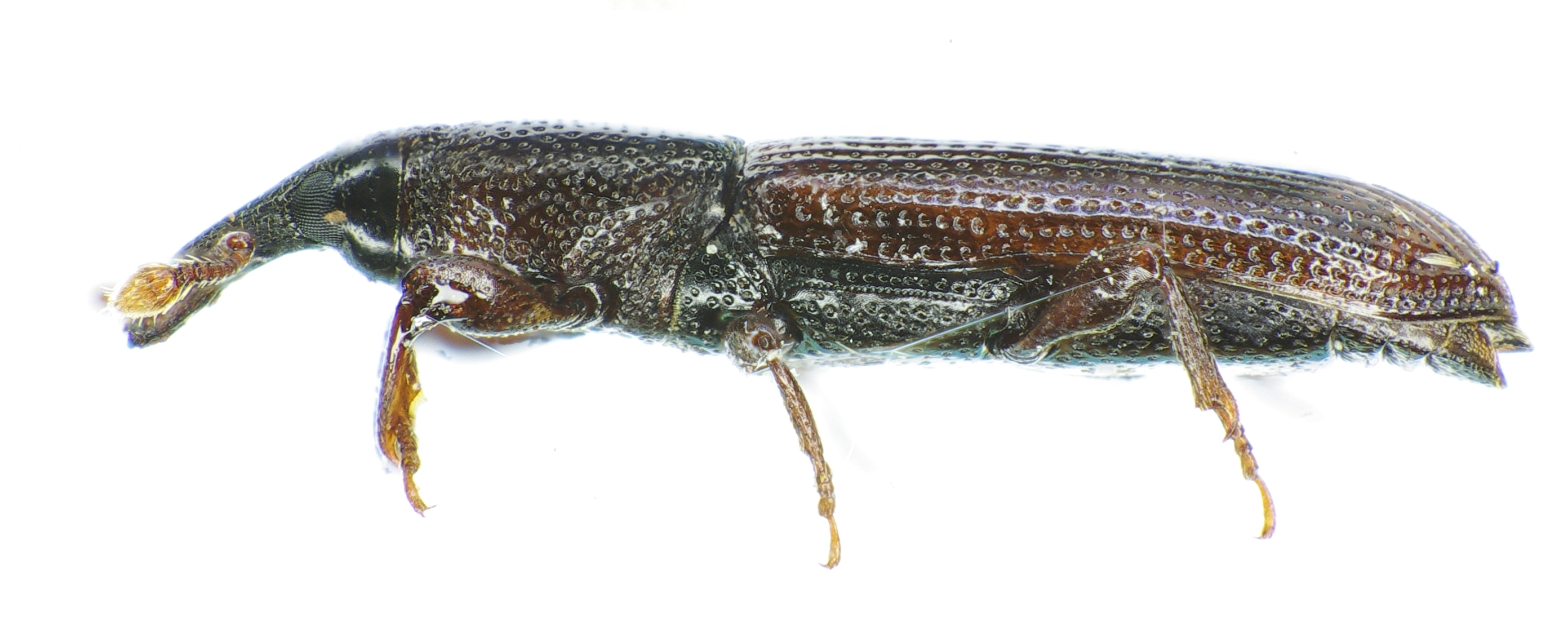
Abb. 2: Seitenansicht

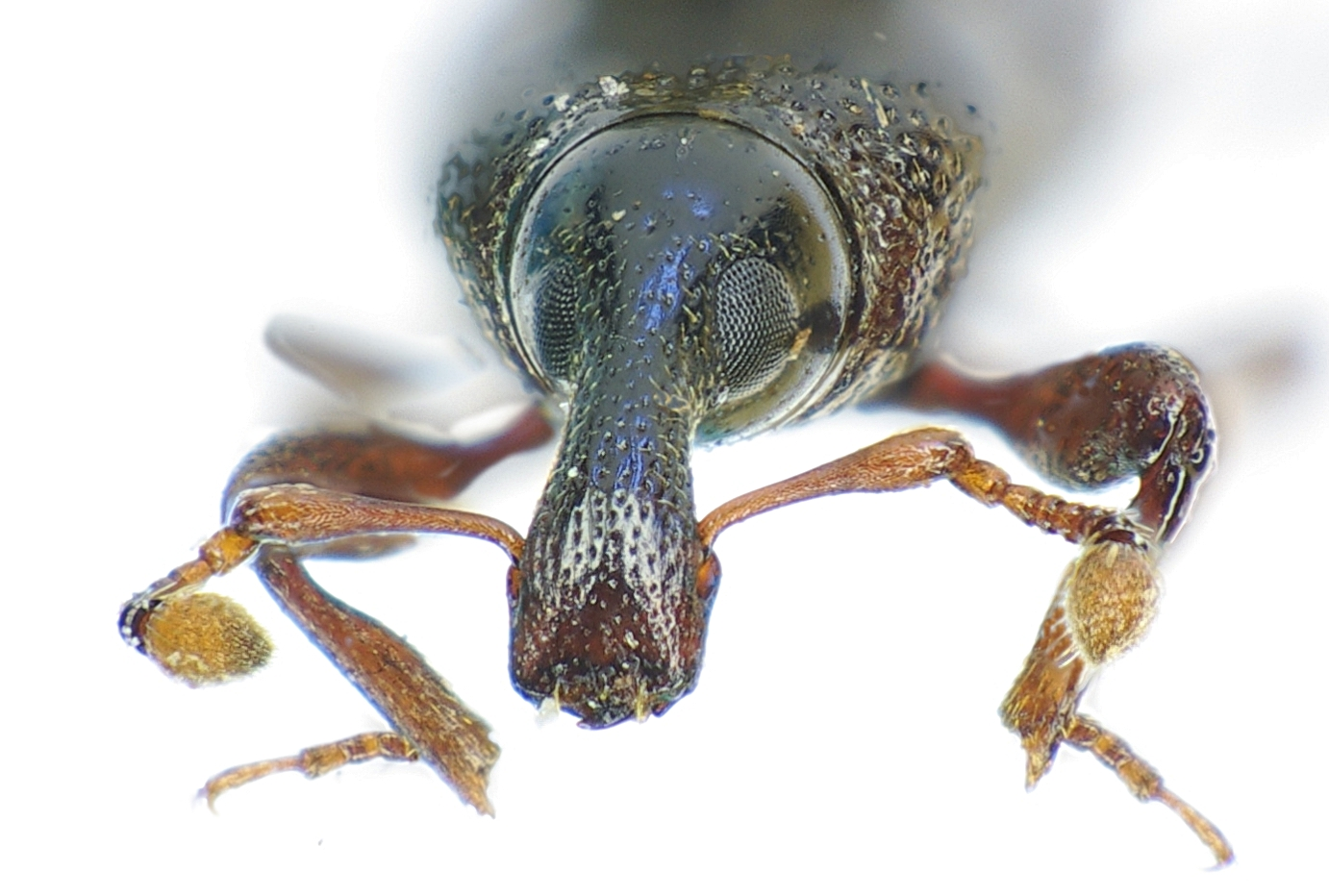
Abb. 3: Vorderansicht

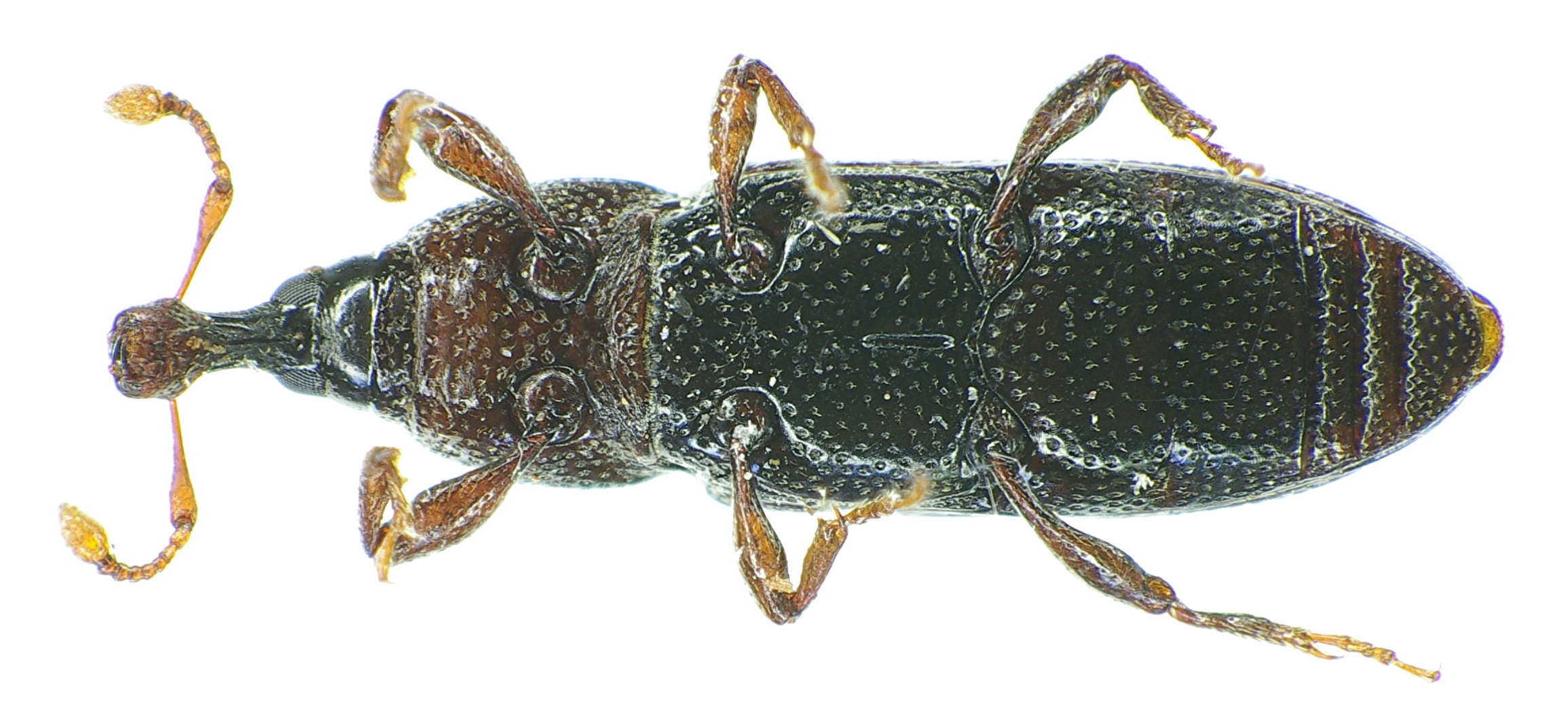
Abb. 4: Unterseite

## Larve
Die Larve ist – wie für Borkenkäfer und Rüsselkäfer typisch – weiß, beinlos und bauchwärts gekrümmt. Sie weist zwölf Körpersegmente auf. Nur der rundliche Kopf mit den nach unten weisenden Mundwerkzeugen ist stärker sklerotisiert. Die Fühler sind äußerst klein, als mit einem kurzen Börstchen besetzte Papillen ausgebildet. Kopfschild und Oberlippe sind ledrig und bedecken von oben den Spalt zwischen den Oberkiefern (Mandibeln). Die Mandibel sind kräftig ausgebildet, die Maxillen haben eine bewimperte Lade mit kurzem, kegelförmigen Tastern. Zwei kurze, kegelförmige, zweigliedrige Lippentaster sind ausgebildet. Die Beine fehlen, sind aber durch einen rundlichen Fußhöcker, der mit einer steifen Borste bestückt ist, angedeutet. Je ein Stigma befindet sich auf den Seiten der Rückenwülste der ersten acht Abdominalsegmente, ein neuntes Stigmenpaar seitlich auf dem Rückenwulst des Prothorax.

## Biologie
Die adulten Tiere suchen fliegend geeignete Lebensräume auf. Dabei werden sie als Tragwirte von verschiedenen phoretischen Milben genutzt.
Die Art ist hygrophil und ist hauptsächlich an Ufern, Flussauen und in Wäldern anzutreffen. Sie ist nicht auf eine Wirtspflanze beschränkt, sondern man findet die Larve in verschiedenen Laubhölzern, jedoch fast ausschließlich in Weiden- und Pappelarten. Sie wird zur Gilde der Altholzbesiedler gerechnet. An den Bäumen frisst die Larve unter der Rinde (corticol) oder im Inneren, an sterbenden oder abgestorbenen Teilen (xylodetricol). Man findet sie bevorzugt in weißfaulem Holz, das noch vergleichsweise hart, aber bereits verpilzt ist.

## Vorkommen und Verbreitung
Man findet den Käfer ganzjährig, im Mai und Juni jedoch gehäuft. Sein Vorkommen ist auf Europa beschränkt, nach Norden wird die Art seltener, aber auch in Südeuropa ist sie nicht durchgehend verbreitet. Beispielsweise fehlt sie in Großbritannien, aber auch in Griechenland.

## Gefährdung
Die Art gilt in Deutschland als ungefährdet.